# يوكساري نوفادي
يوكساري نوفاغدي (أيضًا، فيرخنيي نيوادي ، ويوخاري نيوفيدي ، ويوخاري نيوغادي) هي قرية وبلدية في لانكاران رايون في أذربيجان. سُجل عدد سكان يبلغ 2084. تتكون البلدية من قريتي يوكساري نوفادي وميكولان.